# Högsby (comuna)
Högsby (em sueco: Högsbys kommun) é uma comuna da Suécia localizada no condado de Calmar. Sua capital é a cidade de Högsby. Possui 751 quilômetros quadrados e segundo censo de 2018, havia 6 094.